# Berkheim

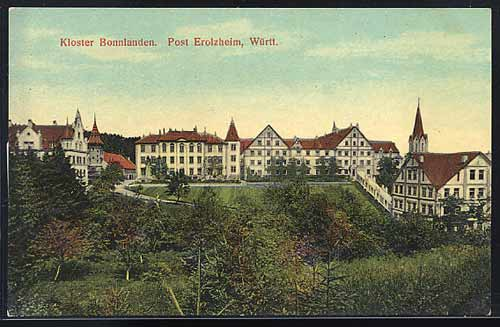
Kloster Bonlanden, um 1900

Berkheim ist eine oberschwäbische Gemeinde im baden-württembergischen Landkreis Biberach in Deutschland.

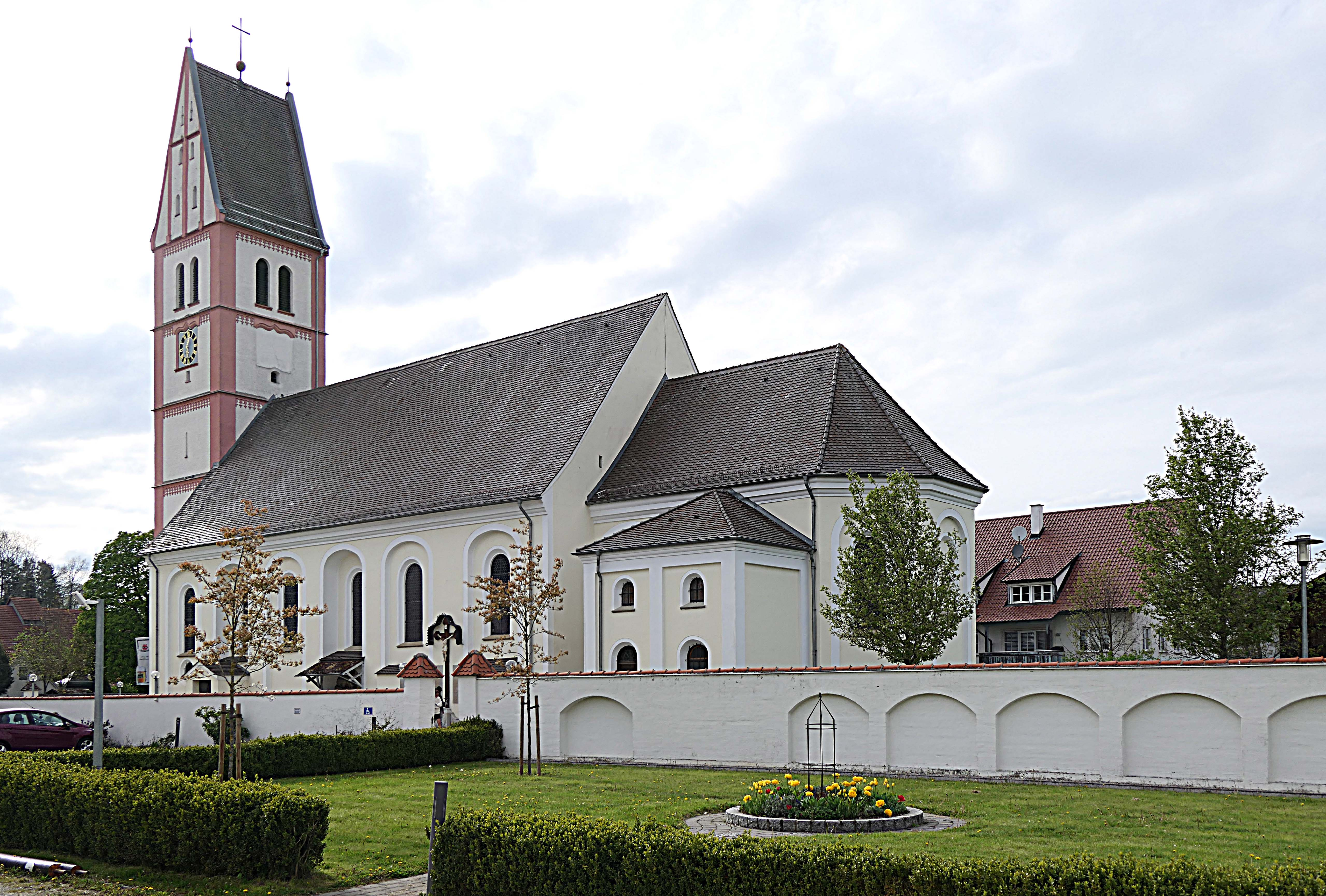
Pfarrkirche St. Konrad in Berkheim

## Geographie
Berkheim liegt fünf Kilometer westlich von Memmingen an der Iller in der Region Donau-Iller.
Zur Gemeinde gehören neben Berkheim auch die Ortsteile Bonlanden, Illerbachen und Eichenberg.

## Geschichte

### Berkheim im alten Reich
Berkheim wurde erstmals 1093 in der Gründungsurkunde des Klosters Ochsenhausen urkundlich erwähnt. Der Ort gehörte bis zum Reichsdeputationshauptschluss 1803 in Teilen zum Territorium der prämonstratensischen Reichsabtei Rot an der Rot sowie zum Territorium der Reichsabtei Ochsenhausen. Nach der Säkularisation übten von 1803 bis 1806 die Grafen von Wartenberg und die Grafen von Schaesberg die Herrschaft aus.
Auf dem Gemeindegebiet befinden sich drei abgegangene Burgen: Burg Berkheim, Burg Schelleneigen und der Adelssitz Illerbachen.

### Berkheim seit württembergischer Zeit
Im Jahre 1806 wurde Berkheim in das Königreich Württemberg eingegliedert. Seitdem gehörte die Illertalgemeinde zum Oberamt Leutkirch. Durch die Verwaltungsreform von 1938 während der NS-Zeit in Württemberg gelangte Berkheim zum Landkreis Biberach.
Mit dem Ende des Zweiten Weltkriegs geriet der Ort 1945 in die Französische Besatzungszone und kam somit zum Nachkriegsland Württemberg-Hohenzollern, welches 1952 im Bundesland Baden-Württemberg aufging.

### Ortsteil Bonlanden
Der Ort Bonlanden wurde erstmals urkundlich im Jahre 1128 als Bonlandin erwähnt. Am 17. April 1855 legte Faustin Mennel den Grundstein des Klosters Bonlanden, das heute das Mutterhaus der Franziskanerinnen von der Unbefleckten Empfängnis Unserer Lieben Frau ist.

### Religion
Berkheim ist traditionell römisch-katholisch geprägt. Die katholische Kirchengemeinde St. Konrad gehört zur Seelsorgeeinheit Rot-Iller im Dekanat Biberach.

## Politik

### Gemeinderat
Der Gemeinderat in Berkheim besteht aus den gewählten ehrenamtlichen Gemeinderäten und dem Bürgermeister als Vorsitzendem. Der Bürgermeister ist im Gemeinderat stimmberechtigt.
Die Kommunalwahl am 9. Juni 2024 führte zu folgendem Endergebnis. Die Wahlbeteiligung lag bei 65,8 %.
| Partei/Liste             | 2024    | 2024   | 2019    | 2019   |
| Partei/Liste             | Stimmen | Sitze  | Stimmen | Sitze  |
| ------------------------ | ------- | ------ | ------- | ------ |
| CDU                      | 66,3 %  | 8      | 53,0 %  | 6      |
| Unabhängige Freie Wähler | 33,7 %  | 4      | 29,2 %  | 4      |
| WIR Frauenliste          | --      | --     | 17,8 %  | 2      |
| Wahlbeteiligung          | 65,8 %  | 65,8 % | 58,2 %  | 58,2 % |

### Bürgermeister
Im April 2011 wurde Walther Puza mit 91,46 % der Stimmen zum Nachfolger von Michael Sailer gewählt.

### Gemeindepartnerschaften
Berkheim unterhält seit 1992 eine Gemeindepartnerschaft mit der französischen Gemeinde Coubron im Département Seine-Saint-Denis.

### Wappen
| Wappen der Gemeinde Berkheim | Blasonierung: „In Rot ein goldener (gelber) Pilgerhut mit umlaufender goldener (gelber) Kordel, vorne zweifach verknotet und in zwei Quasten endend, oben begleitet von zwei goldenen (gelben) Muscheln.“ |
| Wappen der Gemeinde Berkheim | Wappenbegründung: Der Pilgerhut und die Pilgermuscheln sind Attribute des heiligen Willebold, dessen Fest in Berkheim jedes Jahr feierlich begangen wird. Die Wappenfarben sind die der Grafen von Calw, deren Geschlecht dieser Heilige angehört haben soll. Der Legende nach kam er als Pilger im Jahre 1230 krank nach Berkheim, wo er unter wunderbaren Zeichen in einer Scheune verstarb. Seine Überreste ruhen in der Ortskirche. Das Innenministerium hat das Wappen und die Flagge am 18. November 1957 verliehen. |

## Kultur und Sehenswürdigkeiten
Berkheim liegt an der Ostroute der Oberschwäbischen Barockstraße.
- Kloster Bonlanden mit Krippenmuseum im Teilort Bonlanden
- Willeboldfest mit Reliquienprozession[3]
- Kirche St. Josef im Teilort Illerbachen
- Kirche St. Konrad in Berkheim
- Kapelle St. Martin im Teilort Eichenberg

## Wirtschaft und Infrastruktur

### Verkehr
Berkheim liegt an der Bundesautobahn 7 Flensburg – Füssen mit der Ausfahrt Berkheim sowie an der Bundesstraße 312 (Memmingen – Stuttgart Flughafen).
Durch eine Alltagsroute aus dem Radnetz Baden-Württemberg ist Berkheim über den Ortsteil Eichenberg und über Erlenmoos und Ochsenhausen mit Biberach an der Riß und in der anderen Richtung über Egelsee (Gemeinde Tannheim) Richtung Memmingen verbunden.

### Bildungseinrichtungen
Berkheim verfügt über eine eigene Grundschule. Im Ortsteil Bonlanden besteht eine Förderschule.

### Unternehmen
In Berkheim befindet sich der Firmensitz des bekannten Bauunternehmens Max Wild, welches sich besonders durch Abbrüche von Industrie- und Firmengebäuden, wie zum Beispiel den Teil-Abriss der alten Messe Stuttgart, im gesamten süddeutschen Raum einen Namen gemacht hat.

## Persönlichkeiten

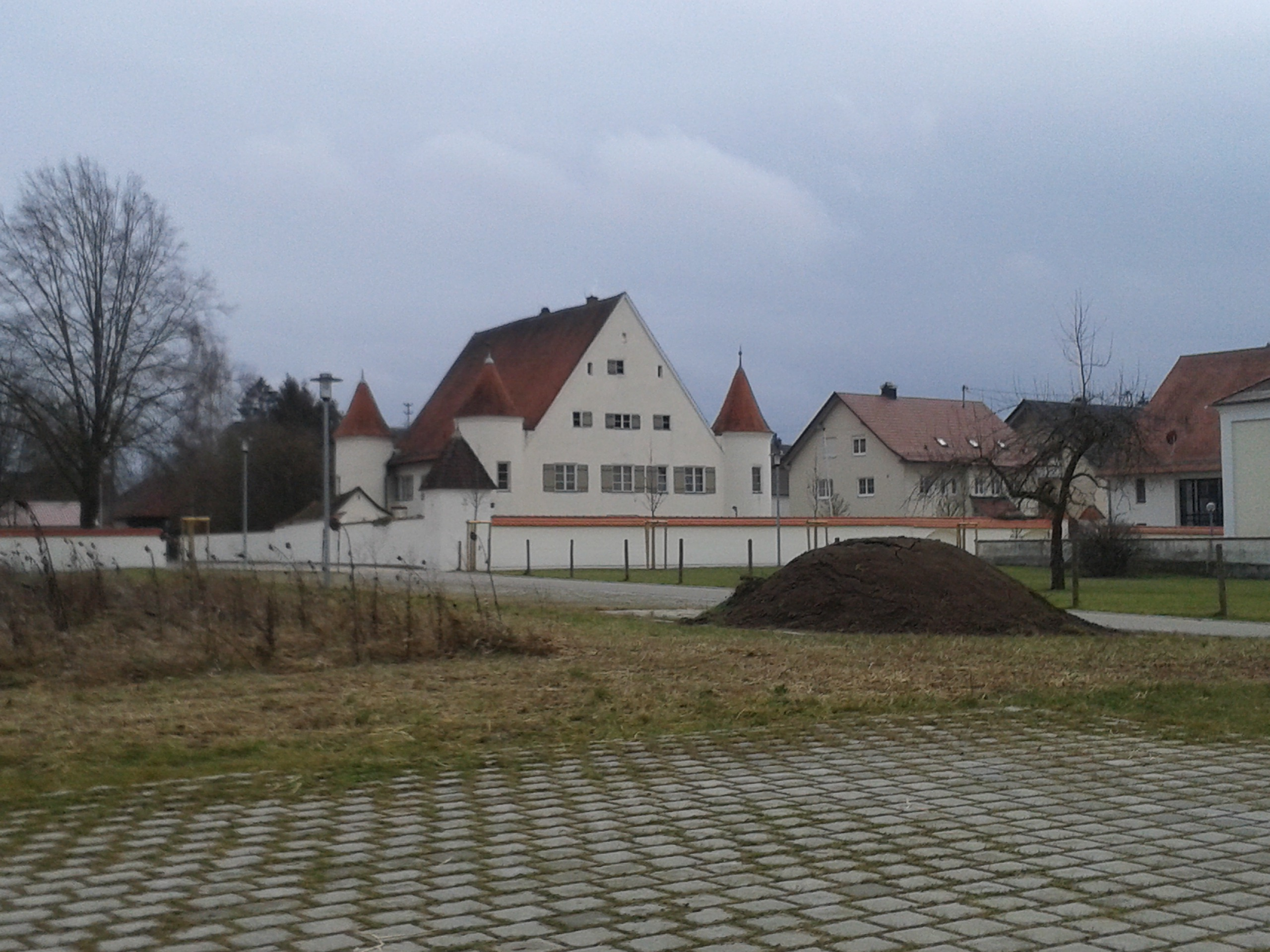
Pfarrhof – ehemalige Sommerresidenz Reichsabtei Rot an der Rot (2014)

### Söhne und Töchter der Gemeinde
- Nikolaus Betscher (1745–1811), Komponist und Abt der Reichsabtei Rot an der Rot
- Martin Dreyer (1748–1795), Maler
- Bernhard Riedmiller (1757–1832), Gastwirt und Tiroler Freiheitskämpfer
- Jason Ziesel (1879–1944), Steyler Missionar und Märtyrer
- Willibald Braun (1882–1969), Architekt

### Personen, die in Berkheim lebten oder wirkten
- Willebold von Berkheim († 1230), Pilger und Heiliger
- Faustin Mennel (1824–1889), Ordensgründer der „Franziskanerinnen von der Unbefleckten Empfängnis Unserer Lieben Frau“ OSF
- Maria Wiborada Ziesel OSB, (um 1935–2013)
- Grete Huchler (1916–1993), Künstlerin und Kunsterzieherin
- Sandro Cortese (* 1990), Motorradrennfahrer